# 화신 (기업)
주식회사 화신은 자동차 섀시와 보디를 주로 생산하여 납품하는 자동차 부품 전문 업체이다. 코스피 상장 기업이며 주요 거래처는 현대자동차그룹이다.
매출은 섀시에서 70% 가량이 나오고, 보디 8%, 기타 제품 16% 가량으로 이루어진다. 회사 규모는 2014년 기준으로 시가총액 4,000억 가량이다.

## 참고 문헌
- 매일경제 증권센터
- 와이즈에프엔